# Saurauia chaparensis
Saurauia chaparensis är en tvåhjärtbladig växtart som beskrevs av Soejarto. Saurauia chaparensis ingår i släktet Saurauia och familjen Actinidiaceae. Inga underarter finns listade i Catalogue of Life.